# Divadelní spolek Sumus
Divadelní spolek Sumus je amatérský divadelní soubor navazující na tradice modřanského divadelního souboru založeného v roce 1957.

## Historie souboru
Tradice souboru je více než šedesátiletá:

### Před rokem 1990
- 1957 – Byl založen divadelní soubor Závodního klubu ROH Modřanských strojíren. Soubor se převážně věnoval pořadům pro děti.

Pod nejstarším názvem se např. zúčastnil v roce 1974 inscenací Modrý kosatec Václava Čtvrtka II. pražské přehlídky amatérského divadla pro děti.
- 1975 – Když starší členové odešli, mladší přejmenovali soubor na Divnezvadlo; jeho zřizovatelem byl Závodní klub ROH Sigmy Modřany. Na repertoáru mělo Divnezdivadlo hry pro děti v modernějším provedení, než v předchozí etapě. Vedoucí osobností byl Pavel Hurych.[3]
- 1985–1986 – V rámci Divnezdivadla vzniklo Studio souboru Divnezdivadlo, které začala vést dramaturgyně a režisérka Věra Mašková.[4]
- 1988 – Pro inscenaci Nezabijte Elektru již byl použit název Divadelní soubor Sumus

### Po roce 1990
- 1990 – Po sametové revoluci ztratil soubor zřizovatele i prostory pro zkoušení. Na tři roky získal zkušebnu v mateřské školce. Pod vedením Věry Maškové uváděl (a stále uvádí) zhruba jednu inscenaci ročně.
- 1999 – Sumus se stal občanským sdružením
- 2014 – Podle nového občanského zákoníku (89/2012 Sb.) se bývalé občanské sdružení stalo spolkem.[5]

### Současný stav (2019)
Soubor je registrován jako Divadelní spolek Sumus; nemá vlastní scénu, vystupuje v různých sálech, převážně v Praze. 

## Inscenace po roce 1990
- 1992 – Věra Mašková, François Villon: Toho? Toho jsme neznali (režie Věra Mašková, scéna P. Hurych, účast na Wolkrově Prostějově)
- 1993–1996 – Věra Mašková, Federico García Lorca: Labyrinty (režie Věra Mašková, scéna P. Hurych);
- 1993–1996
- Série poetických představení:
  - Nesmrtelní a prokletí (variace na poezii Rainera Marii Rilka a F. Villona
  - Láska a smrt (podle Emila Františka Buriana, spolupráce s pěveckým sdružením Canto, inscenace uzavřela kapitolu poetických představení.
- Ostatní:
  - Boris Vian: Pěna dní
  - Alexandr Nikolajevič Ostrovskij: Nemá kocour pořád posvícení
- 1997 – Mario Serventi: Za pět minut věčnost (Účast na Wolkrově Prostějově a Pražské oblastní přehlídce amatérských divadel (POPAD).)
- 1998 – Mario Serventi: Za pět minut věčnost (Účast na Pražské přehlídce celovečerních her a na oblastní přehlídce Karlínské jeviště).
- 2000 – Sławomir Mrożek: Tancovačka (režie Věra Mašková, výprava Jana Jiroušková, výběr hudby Tomáš Vlček, hráli Jiří Novotný, Martin Řeháček, Tomáš Vlček. (Premiéra 18. 5. 2000.) Účast na Oblastní přehlídce Karlínské jeviště.)
- 2001 – Píseň drozda (autorské divadlo na motivy sci-fi povídek; režie Věra Mašková, výprava Jana Jiroušková, hudební spolupráce Michael Hradiský. Hráli Ilona Kučerová - Mary Lou, Tomáš Vlček - Paul Bentley, Martin Řeháček - Bob Spofforth, Jiří Novotný - Starosta, robot, Baleen, Hana Šmitáková nebo Marcela Nováková - Anabel, dívka, robot, Alexandr Žamboch - Belasco, Baleen, robot.)
- 2001 – Za pět minut věčnost (Účast na přehlídce Chudé divadlo, Praha-Jinonice.)
- 2003 – Sławomir Mrożek: Letní den (výprava Ľubica Melcerová, výběr hudby Tomáš Vlček. Hrali Hana Šmitáková - Dáma, Martin Řeháček - Zdar, T. Vlček - Nezdar.
- 2005 – Ingmar Villqist: Helverova noc (Režie Věra Mašková, výprava Jiří Pěkný, zpěv Petra Jariabková, hráli: Tomáš Vlček – Helver, Ivana Hurychová – Karla).
- 2010 – Patrick Marber: Muzikanti (komedie).
- 2012 – Ingmar Bergman: Hosté Večeře Páně. Účast na Karlínském jevišti - ocenění souboru za vynikající inscenaci, Tomáši Vlčkovi za vynikající ztvárnění role pastora a Ivě Hurychové za výborný herecký výkon. Účast na Libochovické divadelní léto.
- 2013 – E. E. Schmitt: Oskar a růžová paní.
- 2015 – Vasilij Šukšin: Červená kalina (režie Věra Mašková.)[6]
- 2017 – Romain Rolland: Hra o lásce a smrti
- 2018 – Alexandr Nikolajevič Ostrovskij: Bouře
- 2019 – Ödön von Horváth: Figarův rozvod

## Ocenění
- 2006 – Chudé divadlo, Praha-Jinonice - čestné uznání za herecký výkon Tomáš Vlček a Ivana Hurychová a soubor za inscenaci Helverova noc.
- 2010 – Oblastní přehlídka Karlínské jeviště - ocenění Dominice Hornerové za herecký výkon v roli Flétnistky, inscenace Muzikanti.
- 2012 – Karlínské jeviště - ocenění souboru za vynikající inscenaci, Tomáši Vlčkovi za vynikající ztvárnění role pastora a Ivě Hurychové za výborný herecký výkon.
- 2014 – Březnový festival ochotnických divadel Dolní Chabry - 3. místo za inscenaci Oskar a růžová paní.
- 2015 – POPAD, Praha - čestné uznání Janu Maškovi za herecký výkon v roli Jonase Perssona, Ivaně Židoňové v roli Karin Perssonové a Věře Maškové za dramaturgické a autorské zpracování - doporučení k postupu na celostátní přehlídku Divadelní Piknik Volyně 2015 (inscenace Hosté Večeře Páně)
- 2016 – POPAD (inscenace Červená kalina, cena za dramatizaci, režii a výpravu Věra Mašková, za inscenaci soubor, za herecký výkon Tomáš Vlček v roli Jegora, Hana Šmitáková v roli Ljuby a Jelena Malá v roli Matky, čestné uznání Jiří Novotný za Otce - nominace do programu Divadelního Pikniku Volyně 2018)
- 2017 – POPAD (cena za inscenaci Oskar a růžová paní, Věra Mašková za režii a Jan Mašek za herecký výkon v roli Oskara, čestné uznání Nela Beranová za herecký výkon v roli Růženky a Ivana Židoňová za herecký výkon v roli Peggy Blue - doporučení na Divadelní piknik Volyně.)

## Účast na přehlídkách amatérského divadla
Soubor se pravidelně zúčastňuje přehlídek amatérského divadla:
- Karlínské jeviště, Praha – 1998, 1999, 2000, 2002, 2004, 2008, 2009, 2010, 2012, 2013
- Pražská oblastní přehlídka amatérského divadla (POPAD), Praha – 1991, 1996, 1997, 1998, 1999, 2001, 2006, 2007, 2015, 2016, 2017, 2018
- Kaškova Zbraslav, Praha–Zbraslav – 1995, 2000, 2015
- Pražská přehlídka DpD, Praha – 1988, 1994, 1995
- Březnový festival ochotnických divadel, Dolní Chabry – 2013, 2014
- Libochovické divadelní léto, Libochovice – 2012, 2013
- Divadelní 8, Praha 8 – 2015, 2016, 2017,[7] 2018
- Burčákový festival, Hustopeče – 1993, ročník 3
- Chudé divadlo, Praha–Jinonice – 2001, 2006
- Divadelní festival U řeky, Třemošná – 2016
- Wolkrův Prostějov, Prostějov – 1994, 1996, 1997
- Pražská přehlídka celovečerních her amatérských souborů – 1998
- Karlínská tříska, Praha-Karlín – 2003, 2004
- Divadelní Piknik Volyně, Volyně, Celostátní přehlídka – 2018
- Jiráskův Hronov, Hronov, Národní přehlídka s účastí ze zahraničí – 1991

## Osobnosti souboru
- Věra Mašková (dramaturgyně, režisérka)

## Zajímavost
- Latinský výraz sumus znamená v češtině jsme.
- V souboru hrají společně v některých inscenacích matka a dcera (Jelena a Věra Malá).[8]